# Сетевой Компьютер
Сетево́й компью́тер (англ. The Network Computer — NC) — компьютер, имеющий упрощённые структуры в отличие от персонального компьютера (небольшой объём памяти, возможно отсутствие дисковода и т. п.). Это аппаратная часть для выполнения программы сетевого компьютерного терминала.
В качестве сетевого компьютера могут использоваться устаревшие модели персональных компьютеров, объединённые в большую иерархичную сеть грид-вычислений, в которой также присутствуют сервера. В сетевом компьютере может отображаться экран входа в учётную запись пользователя в операционную систему с дальнейшим отображением рабочего стола. А сама операционная система обычно установлена на сервере.
Термин обозначал, по сути, дешёвый терминал, подключённый к серверу. Сетевой компьютер не в состоянии локально хранить ни прикладные программы, ни файлы с данными. Вместо этого сетевой компьютер получает практически всё, что ему нужно для работы, по сети с серверов. Сетевой компьютер, в отличие от персонального компьютера, не может работать сам по себе: для работы ему нужна сеть и сервера в сети.
Основная польза заключается в снижении совокупной стоимости компьютера. Цифры, представленные в 1996 году Gartner Group из Стамфорда (штат Коннектикут, США), показали, что ОСВ ПК за типичный амортизационный период в три-пять лет составляет более 40 000 долларов или 8 000—13 000 долларов в год. Gartner Group также подсчитала, что эквивалентная стоимость ПК в 1987 году была менее 20 000 долларов, то есть за последние 10 лет ОСВ удвоилась.
Идея была публично заявлена Ларри Эллисоном на форуме в Париже 4 сентября 1995 года.